# Nikica Jelavić
Nikica Jelavić (ur. 27 sierpnia 1985 w Gabeli) – piłkarz chorwacki grający na pozycji napastnika w chińskim zespole Guizhou Hengfeng Zhicheng.

## Kariera klubowa
Karierę piłkarską Jelavić zaczynał w klubie GOSK Gabela. W 2002 roku trafił do młodzieżowego zespołu Hajduku Split, gdzie w 2004 roku przeszedł do pierwszego zespołu. W 2007 roku został sprzedany do belgijskiego klubu Zulte Waregem, zagrał tam 23 spotkania i strzelił 3 bramki a przy 3. asystował. W 2008 roku wypożyczono zawodnika do austriackiego klubu Rapid Wiedeń, grał tam jeden sezon przekonując działaczy i trenera do swojej osoby. W 2009 roku został już całkowicie zawodnikiem Rapida Wiedeń. W 2010 roku odszedł do Rangers. W szkockim klubie zdobył 30 bramek w 45 meczach ligowych i w zimowym okienku transferowym 2012 przeszedł do Evertonu. W klubie z niebieskiej części Liverpoolu miał zastąpić sprzedanego do Tottenhamu Louisa Sahę. W styczniu 2014 roku przeszedł do Hull City za 7,8 milionów euro.